# Wilberforce Mfum
Wilberforce Mfum (28 agosto 1936 – 11 maggio 2025) è stato un calciatore ghanese, di ruolo attaccante. Fu campione d'Africa nel 1963 e vice-campione nel 1968 con la nazionale ghanese

## Carriera

### Club
Giocò in patria nell'Asante Kotoko, con cui vinse tre campionati ghanesi.
Nel 1968 si trasferì negli Stati Uniti d'America per giocare nel Baltimore Bays, con cui ottenne il quarto posto nell'Atlantic Division della North American Soccer League 1968, non riuscendo ad accedere alla parte finale del torneo.
Dopo un'esperienza con i newyorkesi del N.Y. Ukrainians, Mfum nella stagione 1970, fu in forza agli Ukrainian Nationals, club dell'American Soccer League, con cui vinse il campionato; nella stessa stagione fu capocannoniere con sei reti del torneo a pari merito con Juan Paletta dei Philadelphia Spartans.
Nel 1971 venne ingaggiato dal N.Y. Cosmos, alla loro stagione d'esordio nella North American Soccer League. Con i Cosmos, dopo aver ottenuto il secondo posto nella Northern Division, fu eliminato con i suoi dall'Atlanta Chiefs dalla corsa al titolo della NASL 1971.
La stagione seguente con i Cosmos, dopo aver vinto la Northern Division, si aggiudicò il torneo, battendo in finale, che giocò da titolare, il St. Louis Stars.

### Nazionale
Prese parte alle Olimpiadi del 1964, oltre a due edizioni della Coppa delle Nazioni Africane, tra cui quella vinta nel 1963.
Nel 1964 partecipò con la nazionale olimpica al torneo calcistico della XVIII Olimpiade, disputatosi a Tokyo. Con le Stelle Nere raggiunse i quarti di finale della competizione.

## Statistiche

### Cronologia presenze e reti in nazionale alle Olimpiadi
| Cronologia completa delle presenze e delle reti in nazionale ― Ghana olimpica | Cronologia completa delle presenze e delle reti in nazionale ― Ghana olimpica | Cronologia completa delle presenze e delle reti in nazionale ― Ghana olimpica | Cronologia completa delle presenze e delle reti in nazionale ― Ghana olimpica | Cronologia completa delle presenze e delle reti in nazionale ― Ghana olimpica | Cronologia completa delle presenze e delle reti in nazionale ― Ghana olimpica | Cronologia completa delle presenze e delle reti in nazionale ― Ghana olimpica | Cronologia completa delle presenze e delle reti in nazionale ― Ghana olimpica |
| Data                                                                          | Città                                                                         | In casa                                                                       | Risultato                                                                     | Ospiti                                                                        | Competizione                                                                  | Reti                                                                          | Note                                                                          |
| ----------------------------------------------------------------------------- | ----------------------------------------------------------------------------- | ----------------------------------------------------------------------------- | ----------------------------------------------------------------------------- | ----------------------------------------------------------------------------- | ----------------------------------------------------------------------------- | ----------------------------------------------------------------------------- | ----------------------------------------------------------------------------- |
| 12-10-1964                                                                    | Yokohama                                                                      | Argentina olimpica                                                            | 1 – 1                                                                         | Ghana olimpica                                                                | Olimpiadi 1964 - 1º turno                                                     | -                                                                             |                                                                               |
| 16-10-1964                                                                    | Tokyo                                                                         | Ghana olimpica                                                                | 3 – 2                                                                         | Giappone olimpica                                                             | Olimpiadi 1964 - 1º turno                                                     | -                                                                             |                                                                               |
| 18-10-1964                                                                    | Saitama                                                                       | Ghana olimpica                                                                | 1 – 5                                                                         | Rep. Araba Unita olimpica                                                     | Olimpiadi 1964 - Quarti di finale                                             | 1                                                                             |                                                                               |
| Totale                                                                        |                                                                               | Presenze                                                                      | 3                                                                             |                                                                               | Reti                                                                          | 1                                                                             |                                                                               |

## Palmarès

### Club
- Campionato ghanese di calcio: 3

Asante Kotoko: 1964, 1965, 1967
- American Soccer League: 1

Ukrainian Nationals: 1970
- Campionato NASL: 1

New York Cosmos: 1972

### Nazionale
- Coppa d'Africa: 1

Ghana 1963

### Individuale
- Capocannoniere dell'American Soccer League: 1

1970 (6 gol, a pari merito con Juan Paletta)